# Heiligenroth
Heiligenroth település Németországban, Rajna-vidék-Pfalz tartományban. Lakosainak száma 1434 fő (2023. december 31.). Heiligenroth Montabaur községgel határos.

## Népesség
A település népességének változása:
| Lakosok száma | 1168 | 1401 | 1390 | 1407 | 1413 | 1434 |
|               | 1975 | 2017 | 2019 | 2021 | 2022 | 2023 |